# 优剪
优剪是深圳市致远创想科技有限公司旗下的连锁理发店，由熊国平创立于2015年。截止2024年5月，优剪已在深圳、广州、武汉、长沙等26座城市开店超1500家。